# Brand New Day (nummer van Sting)
Brand New Day is een nummer van de Britse muzikant Sting uit 1999. Het is de eerste single van zijn zesde gelijknamige soloalbum.
"Brand New Day" kent een optimistische tekst. De bijbehorende videoclip is een parodie op reclames voor wasmiddelen. Sting prijst als een ware messias het merk 'Brand New Day Ultra' aan. Het nummer werd in een aantal landen een hit. In het Verenigd Koninkrijk bereikte het nummer een bescheiden 13e positie. In Nederland haalde het nummer de 10e positie in de Tipparade.